# جيريمي أبوت (متزلج فني)
جيريمي أبوت (بالإنجليزية: Jeremy Abbott)‏ هو مصمم رقصات التزلج على الجليد ‏ أمريكي، ولد في 5 يونيو 1985 في أسبن في الولايات المتحدة.

## وصلات خارجية
- الموقع الرسمي
- جيريمي أبوت على موقع الاتحاد الدولي للتزلج (الإنجليزية)
- جيريمي أبوت على موقع اللجنة الأولمبية الدولية (الإنجليزية)
- جيريمي أبوت على موقع أوليمبيديا (الإنجليزية)
- جيريمي أبوت على موقع اللجنة الأولمبية والبارالمبية الأمريكية (الإنجليزية)